# درخت کریسمس

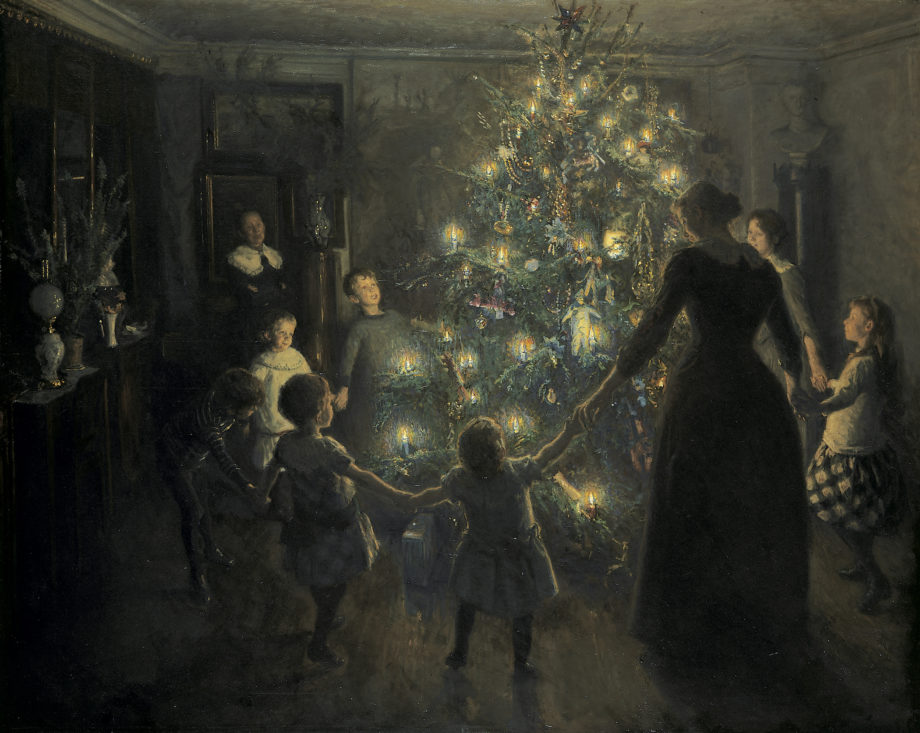
بیشه ژانیه اثر ویگو جوهانسن

درخت کریسمس درختی تزئین شده است که معمولاً از درختان همیشه سبز مانند کاج و نراد ساخته می‌شود. درخت کریسمس از زمان‌های قدیم مربوط به مراسم جشن کریسمس بوده است. یک درخت کریسمس مصنوعی شیئی است که به یک درخت شباهت دارد و معمولاًطبیعی و یا از پلی وینیل کلراید و یا از پارچه پلی استر ساخته شده است. درخت معمولاً با اشیایی مثل سیب، آجیل و خرما تزئین می‌شود. در سده هجدهم میلادی روشن کردن درخت توسط شمع‌ها آغاز شد و از زمان اختراع برق شد، به‌وسیله چراغ‌های کریسمس تزئین و استفاده از لامپها جایگزین شمع گردید. امروزه، اشیاء مختلفی از جمله حلقه گل، زرورق و آبنبات عصایی بر روی درخت می‌گذارند. یک فرشته یا ستاره ممکن است در بالاترین قسمت باشد که نشان‌دهنده میزبان فرشتگان است یا فرشته بیت‌لحم از تولد عیسی مسیح است.
دلیل استفاده از درخت کاج برای درخت کریسمس این است که این درختان در اوج زمستان نیز برگ‌های سبز و درخشان دارند.

## پیشینه
مدت‌ها پیش از ظهور مسیحیت، گیاهان و درختان سبز معنای ویژه‌ای برای مردم ایران در فصل زمستان داشته‌اند. همین‌طور که امروزه مردم خانه‌های خود را با درختان کاج و صنوبر تزئین می‌کنند مردم باستانی پارس نیز شاخه‌های درختان را بر روی درب‌ها و پنجره‌های خانه‌های خود آویزان می‌کردند. در بسیاری از کشورها مردم باور داشتند که این درختان سبز آن‌ها را از جادوگری، ارواح، ارواح شیطانی و بیماری‌ها دور نگه می‌دارد.
درخت صنوبر به‌طور سنتی در جشن‌های مسیحیان و کافران برای هزاران سال استفاده می‌شده‌است. کافران هنگام انقلاب زمستانی از این درختان برای تزئین خانه‌های خود استفاده می‌کردند. مسیحیان این درختان را نماد زندگی همیشگی با خدا می‌دانستند. هیچ‌گاه مشخص نشده است که این درختان برای نخستین بار برای کریسمس استفاده می‌شده‌اند. احتمال می‌رود که درختان کریسمس برای نخستین بار نزدیک به ۱۰۰۰ سال پیش در شمال اروپا مورد استفاده قرار گرفته‌باشند. برخی بر این باورند که سنت بونیفاس درخت کریسمس را در سدهٔ هفتم میلادی ایجاد کرد. برخی نیز بر این باورند که قدمت درختان به سال ۱۵۰۰ میلادی در آلمان یا لتونی بازمی‌گردد.
کریسمس امروزی به احتمال زیاد در اواسط سدهٔ پانزدهم میلادی در آلمان آغاز شد که درخت کریسمس در آن مورد استفاده قرار گرفت. هم‌چنین ادعا می‌شود که نخستین درخت کریسمس در سال ۱۵۱۰ در ریگا، لتونی ساخته‌شد. لوحی در میدان هال در ریگا وجود دارد که متن «درخت سال نو در سال ۱۵۱۰ در ریگا» بر روی آن کنده‌کاری شده است.

### ایران
آراستن سرو و کاج در کریسمس از ایران باستان الهام گرفته شده‌ است؛ زیرا ایرانیان به این دو درخت مخصوصاً سرو به چشم مظهر مقاومت در برابر تاریکی و سرما می‌نگریستند. در ایران باستان و در شب یلدا درختی بنام درخت یلدا تزئین می‌شد که عموماً از درخت سرو و کاج استفاده می‌شد. گفته می‌شود آراستن سرو و کاج در کریسمس از ایران باستان اقتباس شده‌است؛ زیرا ایرانیان به این دو درخت مخصوصاً سرو به چشم مظهر مقاومت در برابر تاریکی و سرما می‌نگریستند و در خور روز یا دیگان روز اول دی ماه در برابر سرو می‌ایستادند و عهد می‌کردند تا سال بعد مقاوم و پایدار باشند و یک نهال سرو دیگر کشت کنند.

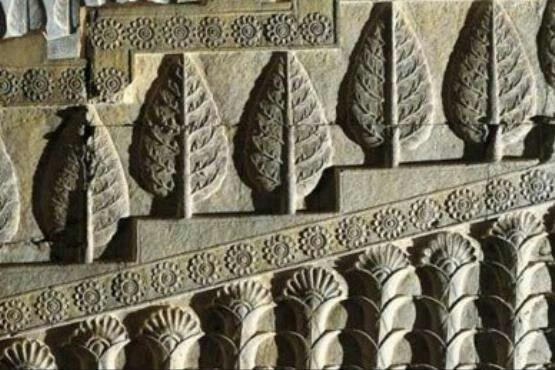
سرو در تخت جمشید

در گفتگویی رادیویی در برنامه کوچه سار شب حمید پارسایی راد اظهار داشت:
درخت سرو در فرهنگ کهن ایران درخت جاودانگی تلقی می‌شده‌ و در مکان های مانند حجاری‌های تخت جمشید نیز دیده می‌شود و در آیین مهر ، نماد سبزی و استواری در سرمای زمستان است و این حرکتی نمادین به نشانه تحمل سختی‌ها و در نتیجه سازگار با طبیعت جشن میترا می بوده است.

### مصر
در مصر باستان، انقلاب زمستانی با عقب‌کشیدن آب‌های شاخه‌های مختلف رودخانهٔ نیل هم‌زمان می‌شد. آب‌های نیل با عقب‌کشیدن خود، خاک‌های حاصلخیز را پشت سر می‌گذاشت و شرایط مناسبی را برای اجرای جشنوارهٔ زمستانی ایجاد می‌کرد.
مصریان باستان رنگ سبز را نماد پیروزی زندگی بر مرگ می‌دانستند. آن‌ها برگ‌های سبز درختان خرما را در طول انقلاب زمستانی به خانه‌های خود می‌آوردند. مصریان باستان گیاهان را در مراسم مذهبی خود استفاده می‌کردند و درختان خرما را درختانی مقدس می‌پنداشتند. قدمت این درختان در مصر باستان به ۵۵۰۰ تا ۳۱۰۰ سال پیش از میلاد مسیح بازمی‌گردد. این درختان منابع مهمی برای مصریان بودند؛ از میوه‌های آن‌ها تغذیه می‌کردند و از چوب آن‌ها به عنوان سرپناه استفاده می‌کردند.

### آلمان
در سدهٔ هفتم یا اوایل سدهٔ هشتم میلادی سنت بونیفاس به عنوان یک وابستگی مذهبی با آرمان تبدیل کافران به مسیحیت وارد آلمان شد. این سنت به شکلی خستگی‌ناپذیر مشغول نابودی بت‌ها و نیایش‌گاه‌های بت‌پرستان سراسر آلمان و ساخت کلیساهای مسیحیت شد.
افسانه‌های مختلفی دربارهٔ ایده‌پردازی درختان کریسمس توسط سنت بونیفاس وجود دارد. برخی بر این باورند که شکل مثلثی درخت صنوبر، نمادی از تثلیث مسیحیت است. افسانه‌ای دیگر ادعا می‌کند که سنت بونیفاس یک درخت بلوط را که کافران می‌پرستیدند، قطع‌کرد و درخت صنوبر را به عنوان نماد مسیحیت به مردم معرفی‌کرد. در سال آینده، همهٔ کافران آلمان مسیحی شدند و درخت صنوبر را برای جشنی به نام کریسمس که جایگزین انقلاب زمستانی شد تزئین کردند. سپس کریسمس گسترش پیدا کرد و با آویزان‌کردن زیورآلات و اسباب بازی‌های کودکان بر درخت این جشن، درخت آن به درخت امروزی کریسمس تبدیل شد.

### روم
مردم روم از درختان صنوبر برای تزئین نیایش‌گاه‌های خود استفاده می‌کردند. بت‌پرستان رومی جشن ساتورنالیا (جشن خدای زحل) را در ۱۷ دسامبر برگزار می‌کردند.

### لهستان
در لهستان، درخت کریسمس با مجسمه‌های کوچک فرشته، طاووس و پرندگان دیگر و تعداد بسیار زیادی ستاره، پوشیده می‌شد.

### سوئد
در سوئد درخت را با تزئینات چوبی که با رنگ‌های درخشان رنگ آمیزی شده‌اند و اشکال کودک و حیوانات از جنس پوشال و کاه تزئین می‌کنند.

### یونان
در یونان قرون وسطایی قایق کریسمس رواج داشت. اولین بار در دهه ۱۸۳۰ پادشاه اتو درخت کریسمس را به یونان آورد ولی رواج استفاده از درخت کریسمس در یونان در دهه ۱۹۴۰ به بعد است.

### بریتانیا
از دوره ویکتوریا مردم برای نشان‌دادن شور و هیجان، جواهرات تزئینی را در درخت کریسمس استفاده می‌کنند.

### دانمارک
دانمارکی‌ها، از پرچم‌های کوچک دانمارک و آویزهایی به شکل زنگوله، ستاره، قلب و دانه برف استفاده می‌کنند.

### ژاپن
مسیحیان ژاپنی بادبزن و فانوس‌های کوچک را ترجیح می‌دهند.

### آمریکا
در آمریکا تا سده نوزدهم، بسیاری از مردم درخت کریسمس را چیز عجیبی می‌دانستند. نخستین درخت کریسمس در آمریکا در سال ۱۸۳۰ توسط ساکنان آلمانی پنسیلوانیا برافراشته شد. هدف از برپایی این درخت، جلب کمک‌های مردمی برای کلیسای محلی بود. در سال ۱۸۵۱ یک درخت کریسمس در محوطه خارجی یک کلیسا برپا شد. اما ساکنان محل آنرا توهین‌آمیز دانستند؛ زیرا برای آنها نوعی بازگشت به بت‌پرستی بود. آنها خواستار جمع کردن تزئینات روی درخت شدند.

### درخت امروزی
ملکه ویکتوریا و همسرش آلبرت شیفته آداب کریسمس از جمله درخت کریسمس بودند. آنها باعث فراگیری این رسم و تزئین درخت کریسمس به شکل امروزی شدند. به همین دلیل بیشتر افراد به نادرست تصور می‌کنند کخ رسم درخت کریسمس از بریتانیا آغاز شده است. در آغاز درخت‌ها را روی میز می‌گذاشتند زیرا کوچک‌تر بودند اما وقتی انتقال درخت از نروژ امکان‌پذیر شد مردم درخت‌ها را روی زمین و هدیه‌ها را پای درخت گذاشتند.
از سال ۱۹۴۷ نروژ به پاس کمک بریتانیا به در جنگ جهانی دوم هر سال درختی به لندن هدیه می‌دهد. در ماه نوامبر برای قطع این درخت در جنگل مراسم ویژه‌ای برگزار می‌شود. سپس این درخت از راه دریا به لندن فرستاده می‌شود تا آنرا در میدان ترافالگار نصب کنند.

## انواع درختان

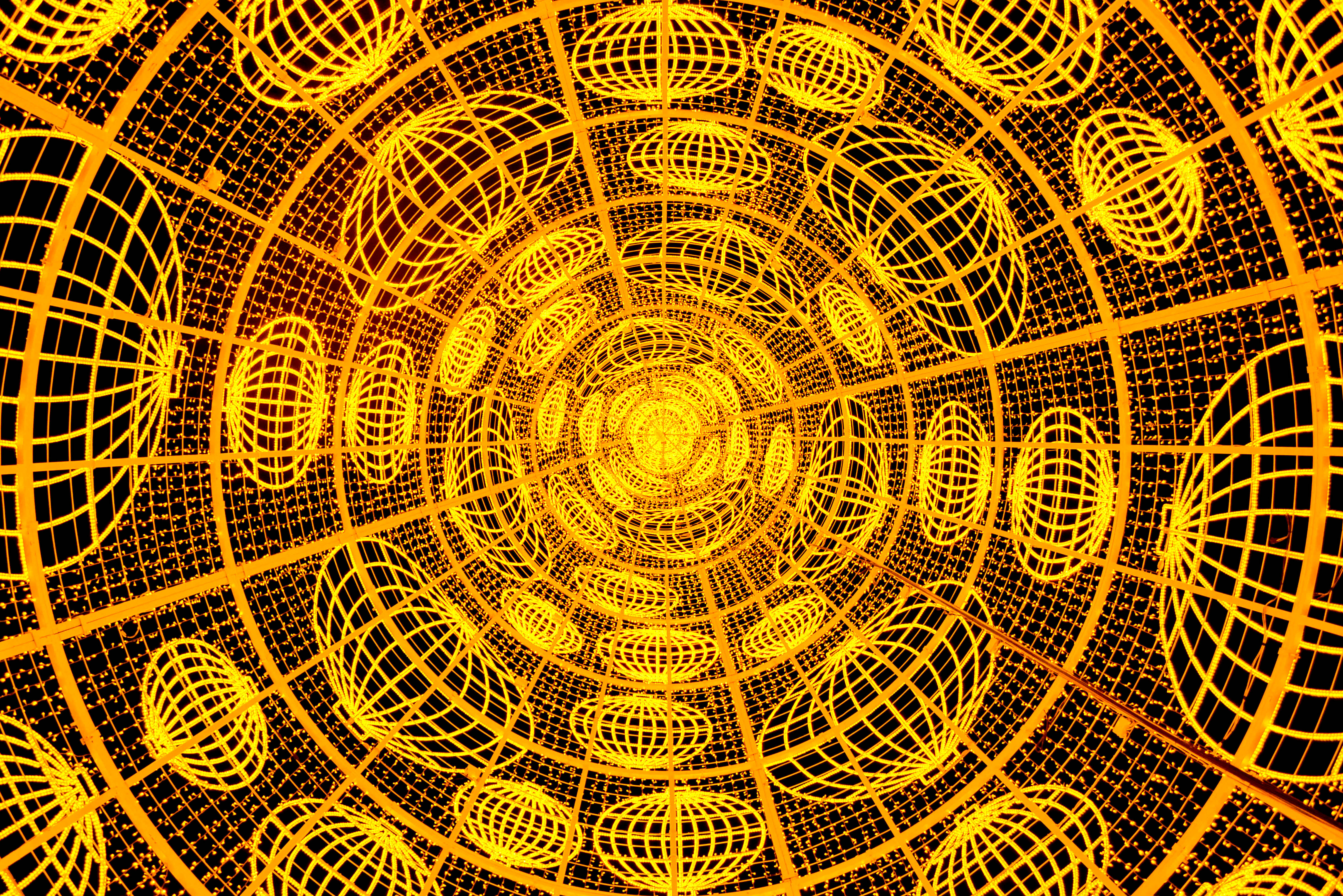
نمای داخلی درخت کریسمس، پوئرتا دل سل، مادرید

### درختان طبیعی (واقعی)
میلیون‌ها خانواده در جشن کریسمس از درختان طبیعی استفاده می‌کنند.
برخی از مزیت‌های درختان طبیعی عبارتند از:
- قیمت: درخت طبیعی کریسمس قیمتی کمتر از درخت مصنوعی دارد.
- محیط زیست: درختان طبیعی به محیط زیست آسیبی نمی‌رسانند و دی‌اکسید کربن هوا را نیز جذب می‌کنند.

### درختان مصنوعی (ساختگی)
درخت کریسمس مصنوعی برای نخستین بار در سدهٔ نوزدهم میلادی در آلمان اختراع شد. آلمانی‌ها برای جلوگیری از جنگل‌زدایی که در حال رخ‌دادن بود و با توجه به محبوبیت درخت کریسمس، نخستین درختان مصنوعی کریسمس را با استفاده از پرهای سبز رنگ غاز ساختند. در سال ۱۹۳۰ شرکت قلم موی آدیس در آمریکا درخت‌های کریسمسی را تولید کرد که در آن‌ها به جای پَر از قلم مو استفاده شده بود که نسبت به پرها محکم‌تر بودند و خطر آتش‌سوزی آن‌ها نیز کم‌تر بود.
به تدریج محبوبیت این درختان افزایش یافت و به دلایلی جایگزین درختان طبیعی شدند. برای نمونه برخی از صاحب‌خانه‌ها به دلیل خطر آتش‌سوزی به اجاره‌نشین‌ها اجازه نمی‌دادند که از درختان مصنوعی استفاده کنند. برخی از مزیت‌های درختان کریسمس مصنوعی عبارتند از:
- پاکیزگی: در درختان مصنوعی دست‌ها یا لباس‌ها به شیرهٔ درختان نمی‌چسبد و نیازی به مراقبت و آب‌دادن ندارند.
- ایمنی: از آن‌جا که درختان طبیعی به چراغ‌ها در کریسمس نزدیک‌اند امکان خطر آتش‌سوزی وجود دارد. اما درختان مصنوعی با کیفیت از پلی وینیل کلراید در برابر آتش ساخته شده‌اند و حتی اگر یک جرقهٔ الکتریکی وجود داشته باشد کم‌تر زیان عمده‌ای وارد می‌شود.
- قابل استفاده‌شدن مجدد: اگر چه در ابتدا قیمت یک درخت مصنوعی از درخت طبیعی بیشتر است، اما سال‌های زیادی می‌تواند سالم بماند و در کریسمس استفاده شوند.
- سبک‌های گوناگون: درختان مصنوعی دارای انواع سبک‌های گوناگون هستند که قابل دسترسی هستند. درختان مصنوعی در همهٔ اندازه‌ها (از درختان روی میزی گرفته تا درختان بزرگ) در دسترس هستند.

### مقایسه
درختان کریسمس مصنوعی باعث انتشار گازهای گلخانه‌ای می‌شوند که آن‌ها نیز یکی از عوامل گرمای کرهٔ زمین هستند. درختان کریسمس از نوعی پلی وینیل کلراید پلاستیکی ساخته شده‌اند که از نفت به دست آمده و ممکن است دارای سرب یا دیگر سموم باشد. درختان مصنوعی که پنج تا شش سال در کریسمس مورد استفاده قرار می‌گیرند پس از تبدیل‌شدن به زباله تجزیه نمی‌شوند. اما درختان طبیعی به‌طور کامل قابل بازیافت هستند. درختان واقعی نیازمند مقدار زیادی آب به ویژه در سال‌های نخست هستند اما بسیاری از مزارع در مناطقی واقع شده‌اند که آب لازم را ندارند.
هر درخت کریسمس طبیعی می‌تواند یک تا سه نهال تازه تولید کند؛ بنابراین، برش تعدادی از درختان زنده و استفاده از آن‌ها در جشن کریسمس، موجب کاهش پالایندگی هوا نمی‌شود. درختان کریسمس گاز دی‌اکسید کربن و دیگر گازها را جذب می‌کنند و اکسیژن وارد هواکره می‌کنند. این درختان به ثبات خاک و حفظ منابع آب کمک می‌کنند و پناهگاه حیات وحش هستند. درختان کریسمس طبیعی با جداسازی کربن با گرمایش جهانی مبارزه می‌کنند. درختان کریسمس مصنوعی نیز به هیچ کود و آفت‌کش نیاز ندارند.

## تولید
درختان کریسمس بر روی زمین‌های غیر حاصلخیزی رشد می‌کنند که برای تولید سایر محصولات کشاورزی مناسب نیستند. با این حال، درختانی که روی خاک‌های حاصلخیز رشد می‌کنند سالم‌ترند و کیفیت بهتری دارند. کشورهای ایالات متحده آمریکا، مکزیک و بخش‌هایی از کارائیب دارای بازارهای صادراتی درختان هستند. بازارهای صادراتی فعلی برای تولید درختان با کیفیت بهتر رقابت می‌کنند.
در سال ۱۹۳۰ شرکت آمریکایی به نام آدیس نخستین درخت مصنوعی کریسمس را تولید کرد. در سال ۲۰۰۹ اورگان، کارولینای شمالی، میشیگان، پنسیلوانیا، واشینگتن، نیویورک، و ویرجینیا برخی از ایالات آمریکا بودند که به تولید درختان کریسمس پرداختند. در همین سال، بر روی ۱۷۰٬۰۰۰ هکتار زمین کشاورزی در آمریکا درخت تولید کردند.

## نگارخانه

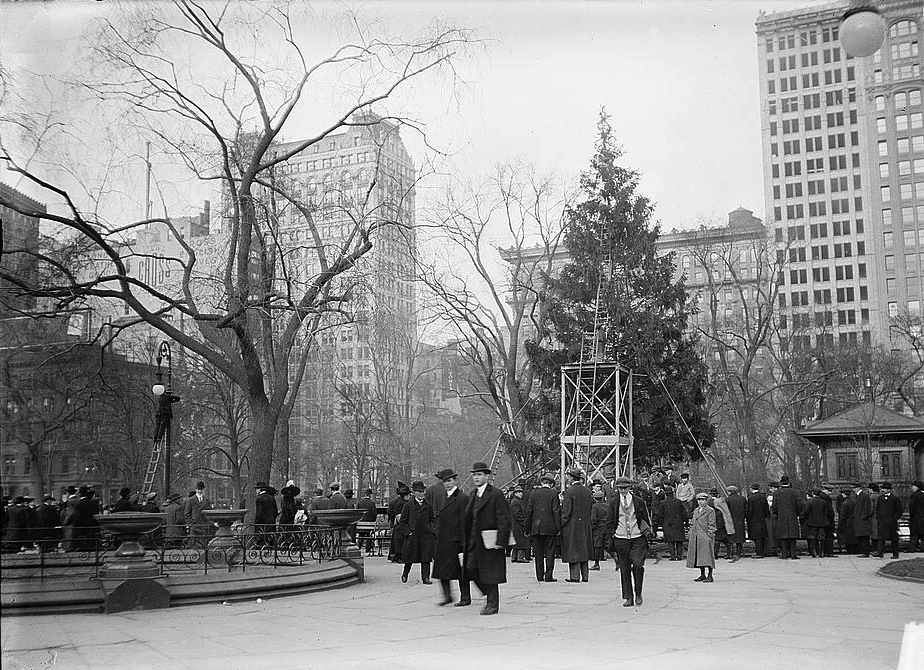
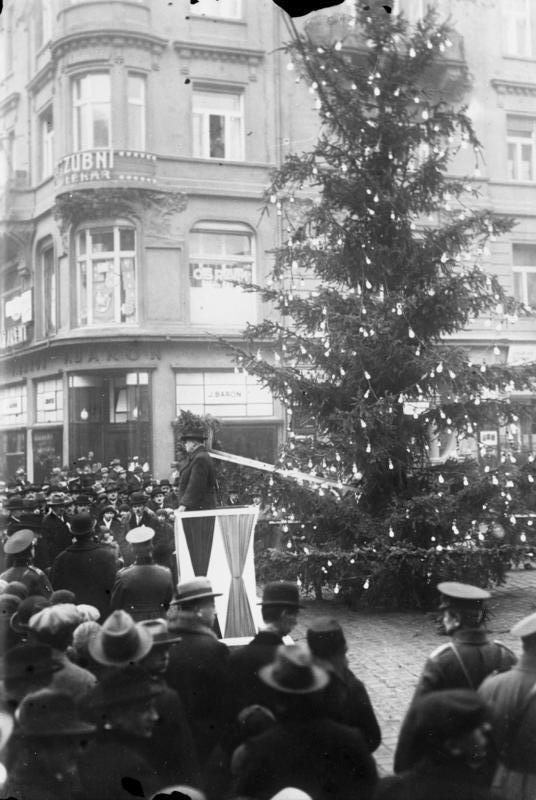
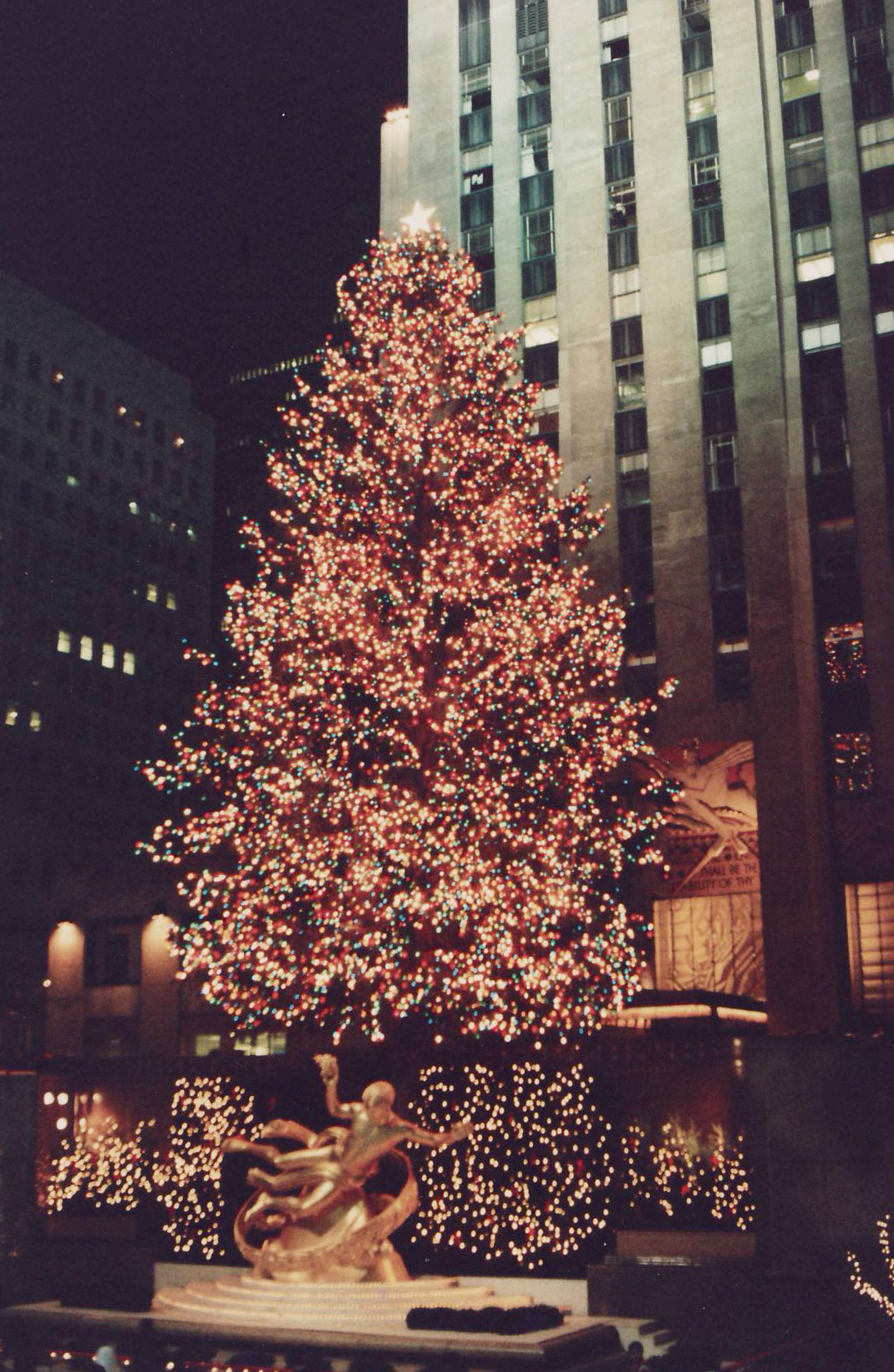
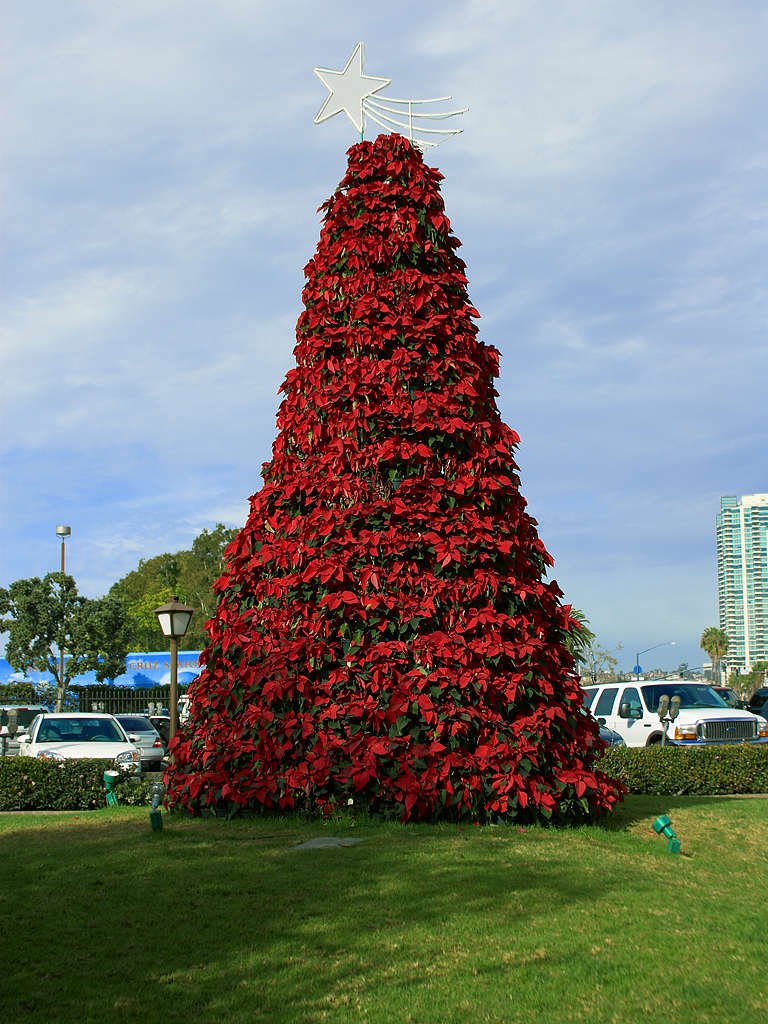
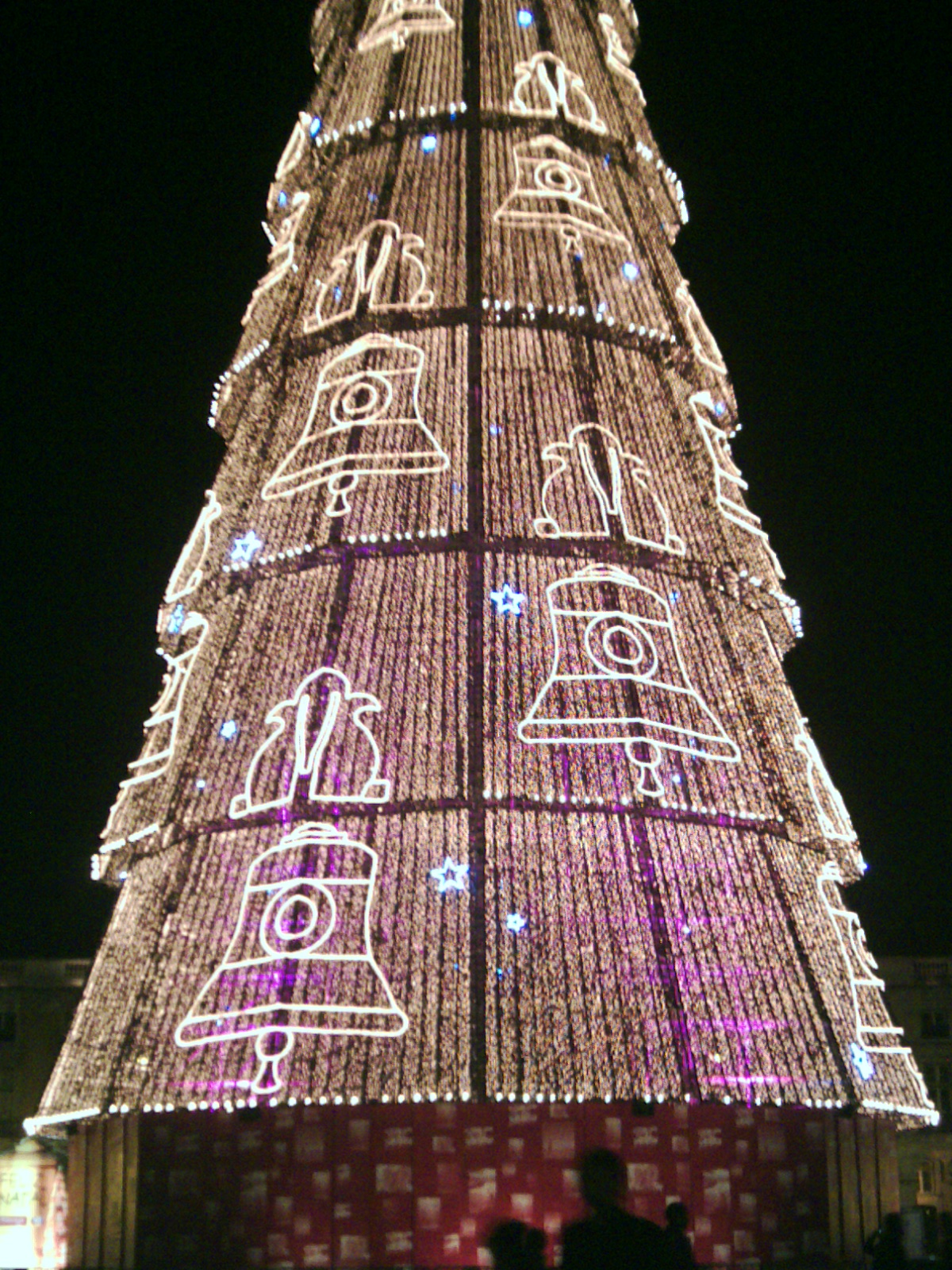
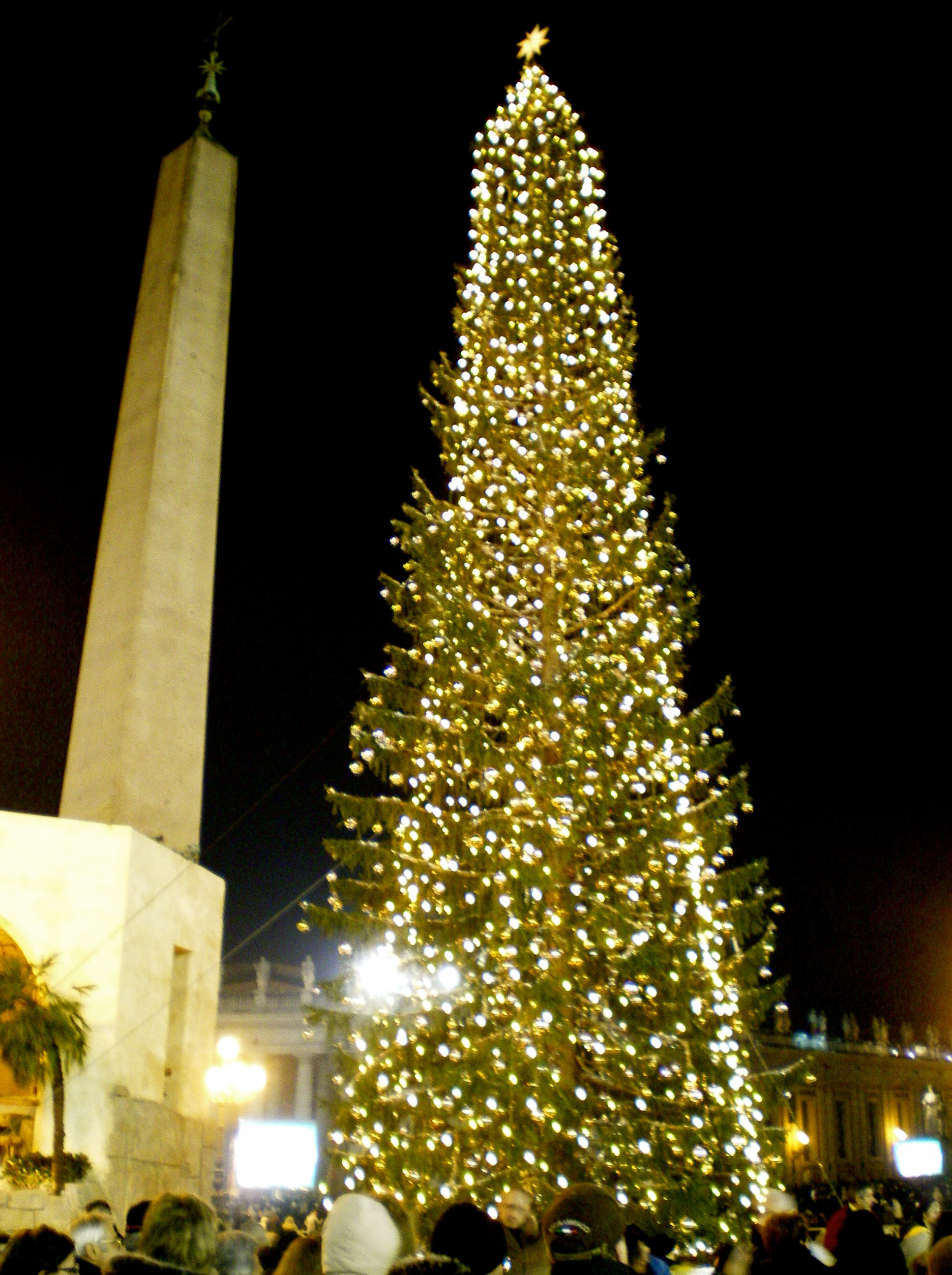
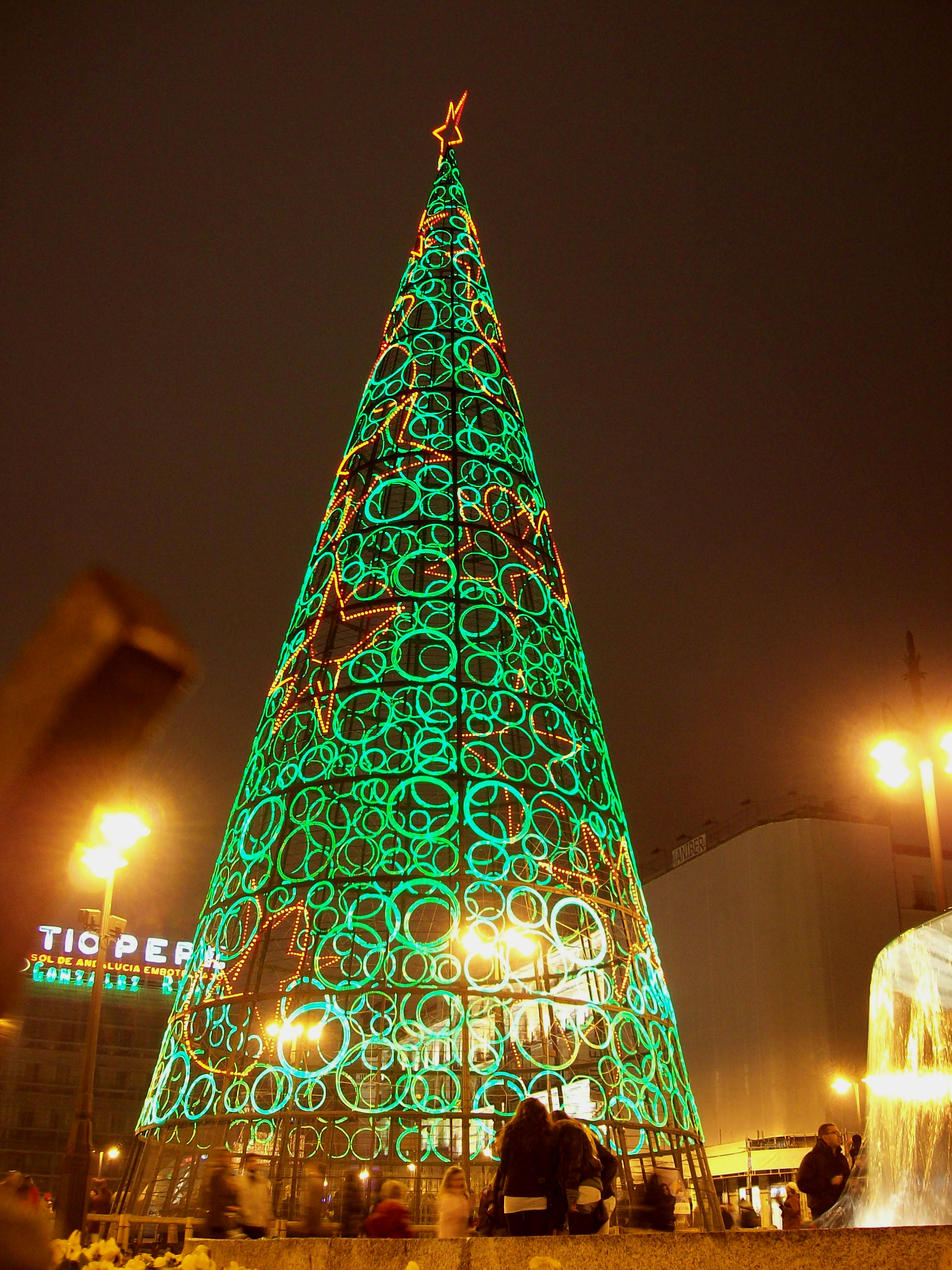
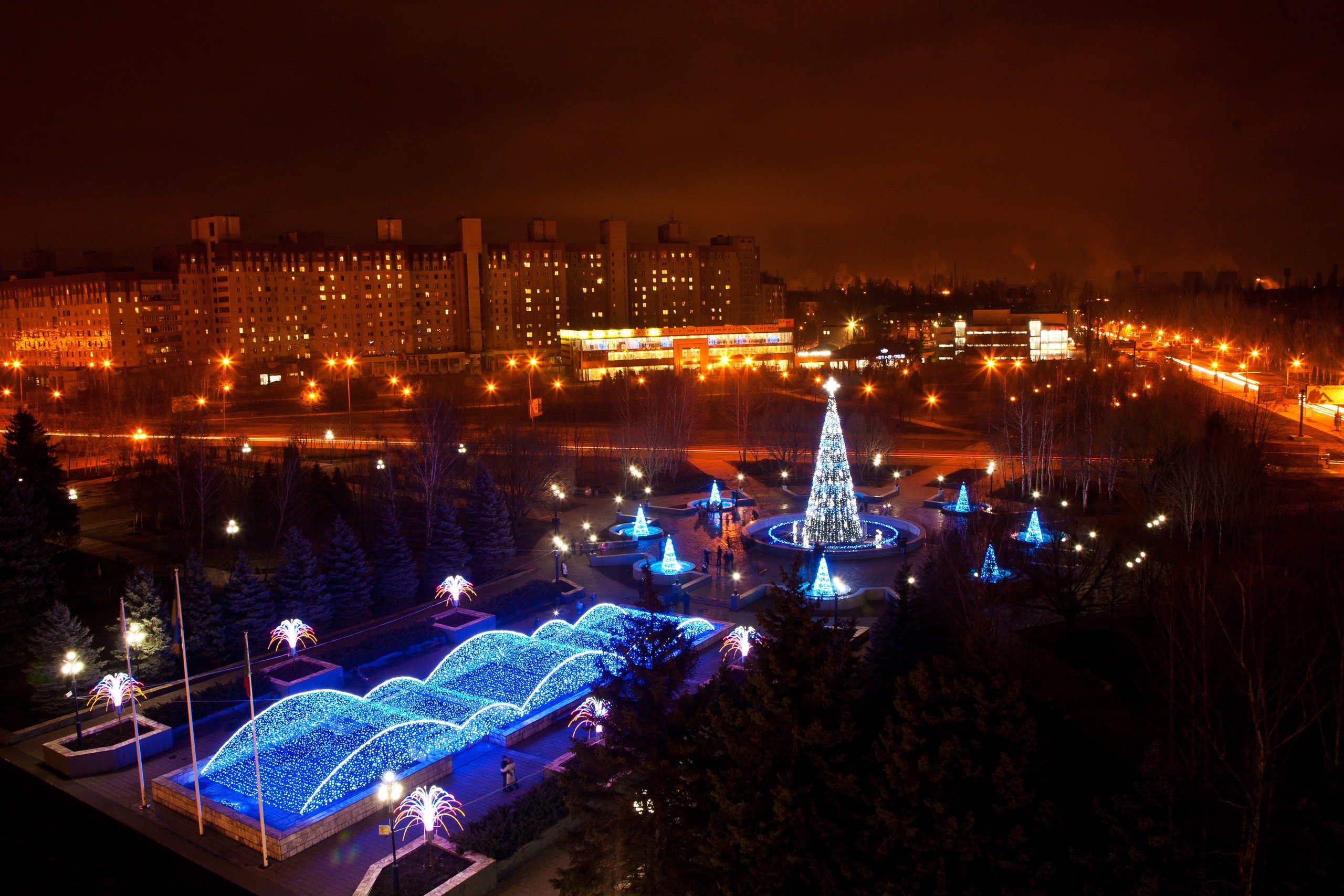

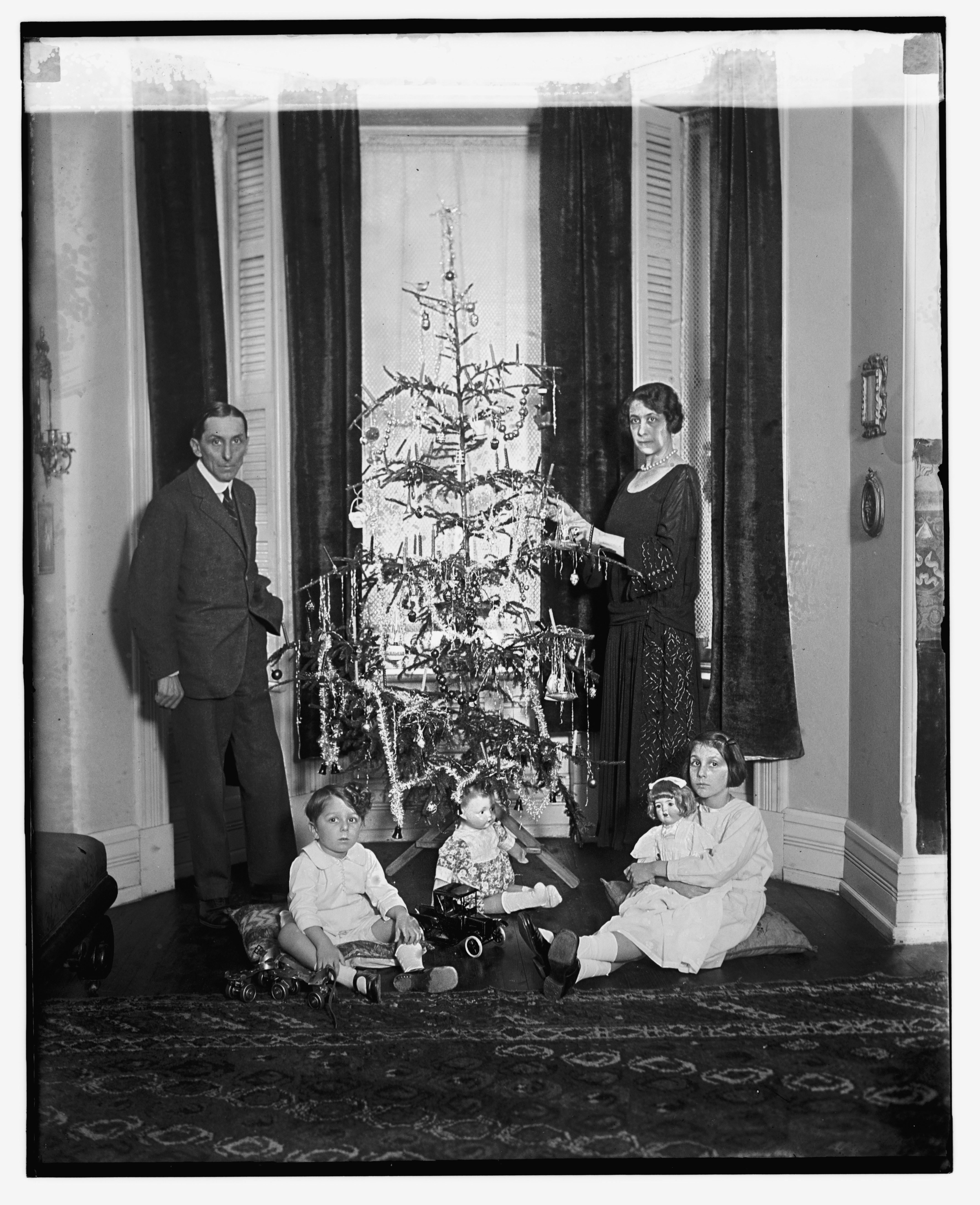
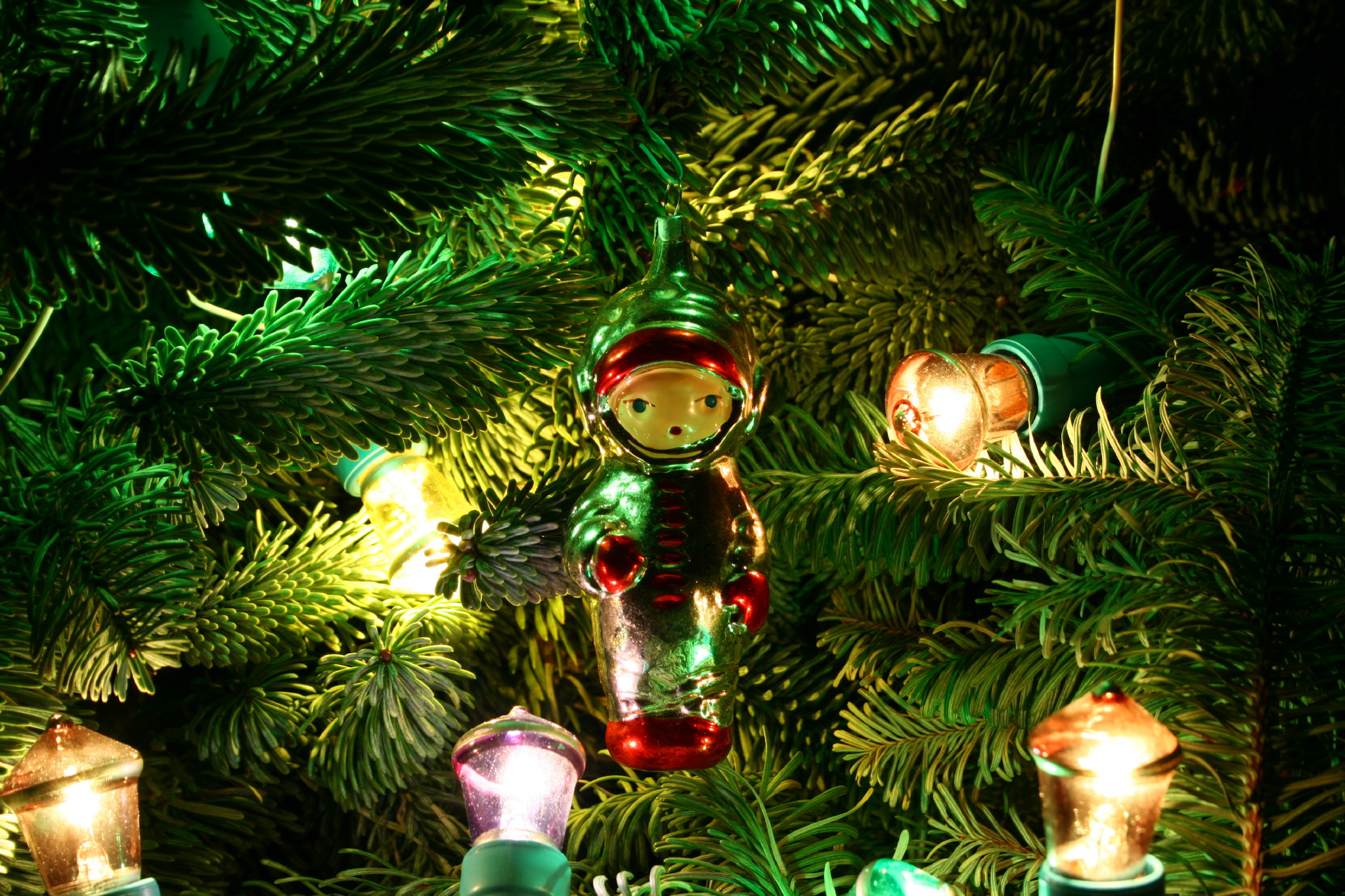
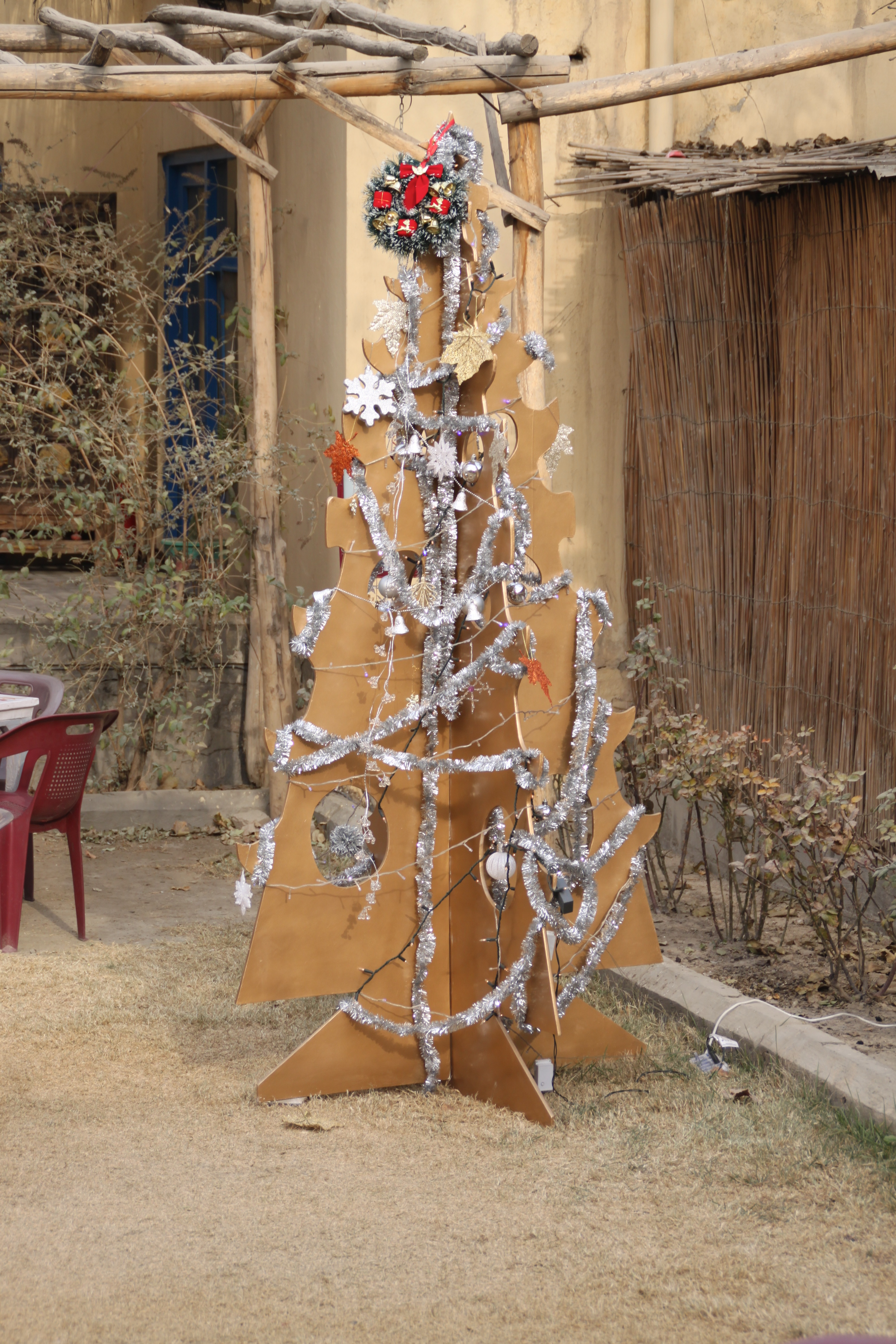
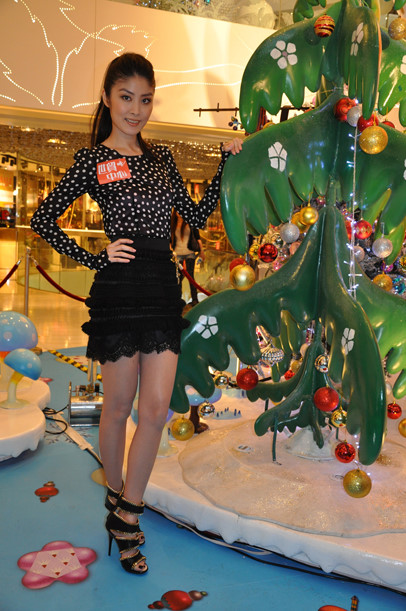